# 십칠조헌법
헌법 17조(憲法十七条)는 쇼토쿠 태자 가 제정했다고 하는 일본 최초의 성문법. 관리, 귀족이 지켜야 할 정치, 도덕 17조를 한문으로 정하였다.
내용은 불교, 유교, 법가의 영향이 짙으며 일본 천황을 중심으로 하는 국가의식이 강하게 반영되어 있다. 불교에서 말하는 화(和)와 유교의 예(禮) 등에 의한 정치의 이상이 제시되었고 호족간의 화(和), 불교에의 존숭, 천황에의 복종 등을 강조하고 있다. 후에 다이카 개신의 정치적 이념이 되었다.